# Czechowice-Dziedzice
Czechowice-Dziedzice est une ville située dans le Powiat de Bielsko-Biała, Voïvodie de Silésie, en Pologne.

## Population
La ville comptait 35 498 habitants au dernier recensement de la population de 2012, et se situe derrière le chef-lieu du powiat, la ville de Bielsko-Biała (175 000 habitants) pour l'importance de sa population.

## Économie
La ville est située près des mines de charbon de Silésie, ainsi que des mines de sel. Elle est également à côté de la réserve naturelle de Rotuz et la haute vallée de la Vistule.